# Campionato centramericano maschile di pallacanestro 2016
Il 25º campionato dell'America Centrale e Caraibico di pallacanestro maschile (noto anche come FIBA Centrobasket 2016) si è svolto dal 19 al 25 giugno 2016 a Panama City a Panama.

## Squadre partecipanti
- Antigua e Barbuda
- Bahamas
- Costa Rica
- Cuba
- Isole Vergini Americane
- Messico
- Nicaragua
- Panama
- Porto Rico
- Rep. Dominicana

## Fase a gironi

### Gruppo A
|    | Squadra           | G | V | P | PF  | PS  | DP   | P.ti |
| -- | ----------------- | - | - | - | --- | --- | ---- | ---- |
| 1. | Panama            | 4 | 4 | 0 | 365 | 243 | +122 | 8    |
| 2. | Porto Rico        | 4 | 3 | 1 | 380 | 279 | +101 | 7    |
| 3. | Cuba              | 4 | 2 | 2 | 326 | 293 | +33  | 6    |
| 4. | Nicaragua         | 4 | 1 | 3 | 241 | 357 | -116 | 5    |
| 5. | Antigua e Barbuda | 4 | 0 | 4 | 242 | 382 | -140 | 4    |

### Gruppo B
|    | Squadra                 | G | V | P | PF  | PS  | DP  | P.ti |
| -- | ----------------------- | - | - | - | --- | --- | --- | ---- |
| 1. | Rep. Dominicana         | 4 | 4 | 0 | 323 | 276 | +47 | 8    |
| 2. | Messico                 | 4 | 3 | 1 | 322 | 292 | +30 | 7    |
| 3. | Isole Vergini Americane | 4 | 2 | 2 | 309 | 308 | +1  | 6    |
| 4. | Bahamas                 | 4 | 1 | 3 | 317 | 311 | +6  | 5    |
| 5. | Costa Rica              | 4 | 0 | 4 | 230 | 314 | −84 | 4    |

## Fase a eliminazione diretta
|  | Semifinali      | Semifinali      | Semifinali |            |         | Finale          | Finale          | Finale          |  |
|  |                 |                 |            |            |         |                 |                 |                 |  |
|  | Panama          | Panama          | 52         |            |         |                 |                 |                 |  |
|  | Panama          | Panama          | 52         |            |         |                 |                 |                 |  |
|  | Messico         | Messico         | 59         |            |         |                 |                 |                 |  |
|  | Messico         | Messico         | 59         |            | Messico | Messico         | 83              |                 |  |
|  |                 |                 |            |            | Messico | Messico         | 83              |                 |  |
|  |                 |                 | Porto Rico | Porto Rico | 84      |                 |                 |                 |  |
|  | Rep. Dominicana | Rep. Dominicana | Porto Rico | Porto Rico | 84      | 69              |                 |                 |  |
|  | Rep. Dominicana | Rep. Dominicana |            |            |         | 69              |                 |                 |  |
|  | Porto Rico      | Porto Rico      | 74         |            |         | Finale 3º posto | Finale 3º posto | Finale 3º posto |  |
|  | Porto Rico      | Porto Rico      | 74         |            |         |                 |                 |                 |  |
|  |                 |                 |            |            |         |                 |                 |                 |  |
|  |                 |                 |            |            |         | Panama          | Panama          | 48              |  |
|  |                 |                 |            |            |         | Panama          | Panama          | 48              |  |
|  |                 |                 |            |            |         | Rep. Dominicana | Rep. Dominicana | 64              |  |

### Finale 3º/4º posto
| Panama City 25 giugno 2016 | Panama   | 48 – 64 referto | Rep. Dominicana | Roberto Durán Arena |
| \| \| \| \| \| Lloreda 11 \| Punti \| 11 Rojas \| \| Oglivie 3 \| Assist \| 3 Delgado \| \| Lloreda 11 \| Rimbalzi \| 7 Coronado \| |          |                 |                 |                     |
| |          |                 |                 |                     |
| Lloreda 11 | Punti    | 11 Rojas        |                 |                     |
| Oglivie 3 | Assist   | 3 Delgado       |                 |                     |
| Lloreda 11 | Rimbalzi | 7 Coronado      |                 |                     |

### Finale
| Panama City 25 giugno 2016 | Messico  | 83 – 84 referto  | Porto Rico | Roberto Durán Arena |
| \| \| \| \| \| Hernández 20 \| Punti \| 17 Barea \| \| Stoll 8 \| Assist \| 9 Barea \| \| Hernández 10 \| Rimbalzi \| 6 Balkman, Ramos \| |          |                  |            |                     |
| |          |                  |            |                     |
| Hernández 20 | Punti    | 17 Barea         |            |                     |
| Stoll 8 | Assist   | 9 Barea          |            |                     |
| Hernández 10 | Rimbalzi | 6 Balkman, Ramos |            |                     |

## Classifica finale
| Pos | Squadra | V-P |
| --- | --- | --- |
|     | Porto Rico1 Clemente, 2 G. Díaz, 3 Rosario, 4 Barea, 8 Vassallo, 9 Abreu, 10 J.B. Díaz, 11 Sánchez, 13 Balkman, 15 Galindo, 33 Huertas, 36 Ramos, All. Eddie Casiano               | 5-1 |
|     | Messico4 Stoll, 5 Ramos, 6 Toscano, 7 J. Gutiérrez, 8 I. Gutiérrez, 9 Cruz, 10 Girón, 11 Garibay, 12 Hernández, 13 Méndez-Valdez, 14 Mata, 15 Zamora, All. Sergio Valdeolmillos    | 4-2 |
|     | Rep. Dominicana1 Peña, 2 Mendoza, 3 Núñez, 5 Liz, 6 Coronado, 7 Rojas, 9 Suero, 10 de León, 11 Vargas, 12 Delgado, 14 García, 24 Solano, All. Melvyn López                         | 5-1 |
| 4   | Panama4 Muñoz, 5 Jones, 6 Bishop, 7 D. King, 8 J. King, 9 Warren, 10 Ayarza, 11 Hicks, 12 Luzcando, 13 Mitchell, 14 Lloreda, 15 Oglivie, All. Joaquín Ruiz                         | 4-2 |
| 5   | Isole Vergini Americane4 Rivera, 5 Milligan, 6 Hodge, 8 Williams, 9 Gray, 11 Aska, 12 Hart, 14 Jones, 15 Rhymer, All. Sam Mitchell                                                 | 3-2 |
| 6   | Cuba0 Guzmán, 2 Jaca, 5 Oliva, 6 Mencía, 7 Rodríguez, 10 Granda, 30 Font, 34 Torres, 35 Valdés, 36 Cubilla, 54 Haití, 00 Justiz, All. Daniel Scott                                 | 2-3 |
| 7   | Bahamas4 Carey, 5 Munnings, 6 Taylor, 7 Cadot, 8 Smith, 9 Bain, 10 Ayton, 11 Burrows, 12 Nesbitt, 13 Joseph, 14 Cooper, 15 Cox, All. Mario Bowleg                                  | 2-3 |
| 8   | Nicaragua4 Thomas, 6 Camacho, 7 Abea, 8 Saravia, 10 Amaya, 11 Tenorio, 12 Muñoz, 15 Cruz, 22 Moody, 23 López, 35 Campbell, 77 Ponce, All. Ángel Mallona                            | 1-4 |
| 9   | Costa Rica4 Rosich, 5 Conejo, 6 Umaña, 7 Sánchez, 8 Simmons, 9 Letford, 10 Quesada, 11 Shedden, 12 Martínez, 13 Wilson, 14 Castrillo, 15 Anderson, 16 Ripoll, All. Joshua Erickson | 0-4 |
| 10  | Antigua e Barbuda4 Destin, 5 Achom, 6 McCoy, 7 Meade, 8 Burton, 9 DeSouza, 10 Joshua, 11 Gore, 12 Richardson, 13 Sergeant, 14 McIntosh, 15 Wallace, All. George Hughes             | 0-4 |